# 6584 Ludekpesek
6584 Ludekpesek este un asteroid din centura principală de asteroizi.

## Descriere
6584 Ludekpesek este un asteroid din centura principală de asteroizi. A fost descoperit pe 31 martie 1984 la Stația Anderson Mesa de Edward L. G. Bowell. El prezintă o orbită caracterizată de o semiaxă mare de 2,27 ua, o excentricitate de 0,10 și o înclinație de 4,7° în raport cu ecliptica.